# サム・シェパード
サミュエル・”サム”・シェパード・ロジャース3世（Samuel "Sam" Shepard Rogers III, 1943年11月5日 - 2017年7月27日）は、アメリカ合衆国イリノイ州出身の俳優・劇作家。俳優としてよく知られているが、本職は劇作家である。

## 略歴
1960年代にニューヨークに移り、書いた戯曲がオフ・オフ・ブロードウェイなどで上演され、何度もオビー賞を受賞した。1979年には戯曲『埋められた子供』でピューリツァー賞も受賞している。
1978年の『天国の日々』あたりから俳優として映画に出始め、『ライトスタッフ』ではアカデミー賞助演男優賞にノミネートされてもいる。

## 私生活
女優のオーラン・ジョーンズと結婚していたが離婚して、1982年から2009年まで女優のジェシカ・ラングと暮らしていた。
タイプライターによる執筆に拘っており、2000年代に入っても愛用していた。
2017年7月27日、自宅で筋萎縮性側索硬化症により死亡した。

## 戯曲
- ロック・ガーデン The Rock Garden (1964年)
- 4Hクラブ 4-H Club (1965年)
- イカルスの母 Icarus's Mother (1965年)
- 赤十字 Red Cross (1966年)
- Operation Sidewinder (1970年)
- 埋められた子供 Buried Child (1977年)
- 飢えた階級の呪い Curse of the Starving Class (1978年)
- トゥルー・ウエスト True West (1980年)
- フール・フォア・ラブ Fool for Love (1983年)
- A Lie of the Mind (1985年)

## 映画脚本
- 砂丘 Zabriskie Point (1970年)
- パリ、テキサス Paris, Texas (1984年)
- フール・フォア・ラブ Fool for Love (1985年)
- アメリカ、家族のいる風景 Don't Come Knocking (2005年)

## 出演作品

### 映画
| 公開年 | 邦題 原題                                                                             | 役名                                      | 備考                                         |
| ------ | ------------------------------------------------------------------------------------- | ----------------------------------------- | -------------------------------------------- |
| 1978   | レナルド&クララ Renaldo and Clara                                                     | ロデオ                                    | 追加台詞（当初は脚本での参加予定であった）。 |
| 1978   | 天国の日々 Days of Heaven                                                             | チャック（農場主）                        |                                              |
| 1980   | レザレクション/復活 Resurrection                                                      | カル                                      |                                              |
| 1982   | 女優フランシス Frances                                                                | ハリー・ヨーク                            |                                              |
| 1983   | ライトスタッフ The Right Stuff                                                        | チャック・イェーガー                      |                                              |
| 1984   | カントリー Country                                                                    | ギル・アイヴィー                          |                                              |
| 1985   | フール・フォア・ラブ Fool for Love                                                    | エディ                                    | 脚本/原作/出演                               |
| 1986   | ロンリー・ハート Crimes of the Heart                                                  | ドク・ポーター                            |                                              |
| 1987   | 赤ちゃんはトップレディがお好き Baby Boom                                              | ジェフ・クーパー                          |                                              |
| 1989   | マグノリアの花たち Steel Magnolias                                                    | スパッド                                  |                                              |
| 1990   | ブライト・エンジェル/旅立ちの予感 Bright Angel                                        | ジャック                                  |                                              |
| 1991   | ボイジャー Homo Faber                                                                 | ウォルター                                |                                              |
| 1991   | ディフェンスレス/密会 Defenseless                                                     |                                           |                                              |
| 1992   | サンダーハート Thunderheart                                                           | フランク                                  |                                              |
| 1993   | ペリカン文書 The Pelican Brief                                                        | トーマス・キャラハン                      |                                              |
| 1994   | 運命の絆 Safe Passage                                                                 | パトリック・シンガー                      |                                              |
| 1995   | ワイルド・メン The Good Old Boys                                                      | ターネル                                  | テレビ映画(TNT)                              |
| 1995   | 荒野の追跡者・ラレード通り Streets of Laredo                                          | ピー・アイ・パーカー                      | テレビ映画(CBS)                              |
| 1997   | イン・マイ・ライフ The Only Thrill                                                    | マクヘンリー                              |                                              |
| 1998   | ニューヨークの亡霊 Curtain Call                                                       | ウィル                                    |                                              |
| 1999   | ゴースト・アウトローズ Purgatory                                                      | フォレスト保安官/ワイルド・ビル・ヒコック | テレビ映画(TNT)                              |
| 1999   | 三十年の愛 ハメット&ヘルマン Dash and Lilly                                           | ダシール・ハメット                        | テレビ映画(A&E)                              |
| 1999   | ヒマラヤ杉に降る雪 Snow Falling on Cedars                                             | アーサー・チェンバーズ                    |                                              |
| 2000   | ハムレット Hamlet                                                                     | 幽霊                                      |                                              |
| 2000   | 恋と疑惑の果てに One Kill                                                             | ネルソン・グレイ                          | テレビ映画(CBS)                              |
| 2000   | すべての美しい馬 All the Pretty Horses                                                | J. C. フランクリン                        |                                              |
| 2001   | プレッジ The Pledge                                                                   | エリック・ポラック                        |                                              |
| 2001   | ソードフィッシュ Swordfish                                                            | ライズマン上院議員                        |                                              |
| 2001   | 心臓を貫かれて Shot in the Heart                                                      | フランク・ギルモアSr                      | テレビ映画(HBO)                              |
| 2001   | ブラックホーク・ダウン Black Hawk Down                                                | ガリソン                                  |                                              |
| 2002   | レオポルド・ブルームへの手紙 Leo                                                      | ヴィック                                  |                                              |
| 2004   | きみに読む物語 The Notebook                                                           | フランク                                  |                                              |
| 2005   | アメリカ、家族のいる風景 Don't Come Knocking                                          | ハワード・スペンス                        | 脚本/原案/出演                               |
| 2005   | ステルス Stealth                                                                      | ジョージ・カミングス                      |                                              |
| 2006   | バンディダス Bandidas                                                                 | ビル・バック                              |                                              |
| 2007   | ジェシー・ジェームズの暗殺 The Assassination of Jesse James by the Coward Robert Ford | フランク・ジェームズ                      |                                              |
| 2008   | プリズン・サバイブ Felon                                                              | ゴードン                                  |                                              |
| 2008   | New York 結婚狂騒曲 The Accidental Husband                                            | ワイルダー                                |                                              |
| 2009   | マイ・ブラザー Brothers                                                               | ハンク・ケイヒル                          |                                              |
| 2010   | フェア・ゲーム Fair Game                                                              | サム・プレイム                            |                                              |
| 2010   | 7デイズ Inhale                                                                        | ジェームズ・ハリソン                      |                                              |
| 2011   | ブッチ・キャシディ -最後のガンマン- Blackthorn                                        | ジェームズ                                |                                              |
| 2012   | デンジャラス・ラン Safe House                                                         | ハーラン・ホイットフォード                |                                              |
| 2012   | ジャッキー・コーガン Killing Them Softly                                              | ディロン                                  |                                              |
| 2012   | MUD -マッド- Mud                                                                      | トム・ブランケンシップ                    |                                              |
| 2013   | 8月の家族たち August: Osage County                                                    | ビバリー・ウェストン                      |                                              |
| 2013   | ファーナス/訣別の朝 Out of the Furnace                                                | ジェラルド・"レッド"・ベイズ              |                                              |
| 2014   | コールド・バレット 凍てついた七月 Cold in July                                        | ベン・ラッセル                            |                                              |
| 2015   | 涙のメッセンジャー 14歳の約束 Ithaca                                                  | ウィリアム・グローガン                    | 日本劇場未公開、WOWOWで放映                  |
| 2016   | 疑わしき戦い In Dubious Battle                                                        | ミスター・アンダーソン                    |                                              |
| 2016   | ミッドナイト・スペシャル Midnight Special                                             | カルヴィン・メイヤー                      |                                              |

### テレビシリーズ
| 放映年    | 邦題 原題                               | 役名                 | 備考                    |
| --------- | --------------------------------------- | -------------------- | ----------------------- |
| 2014      | クロンダイク・ゴールドラッシュ Klondike | ジャッジ神父         | ミニシリーズ、計6話出演 |
| 2015-2016 | BLOODLINE ブラッドライン Bloodline      | ロバート・レイバーン | 計6話出演               |

## 著作
- 諏訪優、菅野彰子 訳『ディランが街にやってきた―ローリング・サンダー航海日誌』サンリオ、1978年。
ボブ・ディランを中心とするライブツアー「ローリング・サンダー・レヴュー」に同行した様子を、主観的に綴っている。
- 畑中佳樹 訳『モーテル・クロニクルズ』筑摩書房、1986年10月24日。ISBN 4-480-83086-3。